# Luidia avicularia
Luidia avicularia is een kamster uit de familie Luidiidae.
De wetenschappelijke naam van de soort werd in 1913 gepubliceerd door Walter Kenrick Fisher.